# Kapela (muzyka)
Kapela – wieloznaczna nazwa niektórych zespołów muzycznych:
1. w średniowieczu – zespół śpiewaków kościelnych związanych z dworem panującego lub z katedrą;
2. od XVI wieku również zespół wokalno-instrumentalny, kościelny lub dworski;
3. współcześnie: zespół ludowy, folklorystyczny lub wykonujący muzykę dawną;
4. potocznie – zespół muzyki rockowej[1].

W kapelach ludowych muzykuje się ze słuchu, na zasadzie heterofonii wariacyjnej. Najstarszymi są kapele dudziarskie; innymi są smyczkowe, harmonistów i dęte.
Przełożonym (prefektem, prepozytem) kapeli był w średniowieczu duchowny dostojnik, niekoniecznie muzyk. Do drugiej połowy XVI wieku do kapeli zaliczano również celebransów z asystą, służbę klerycką oraz organistę. Do kapeli nie należeli wówczas instrumentaliści dworscy. Od XVI wieku funkcję tę (magister capellae, Kapellmeister) powierzano znakomitym kompozytorom i muzykom (np. Orlando di Lasso w kapeli kościoła św. Jana w Rzymie, następnie na dworze w Monachium).

Różne rodzaje kapel
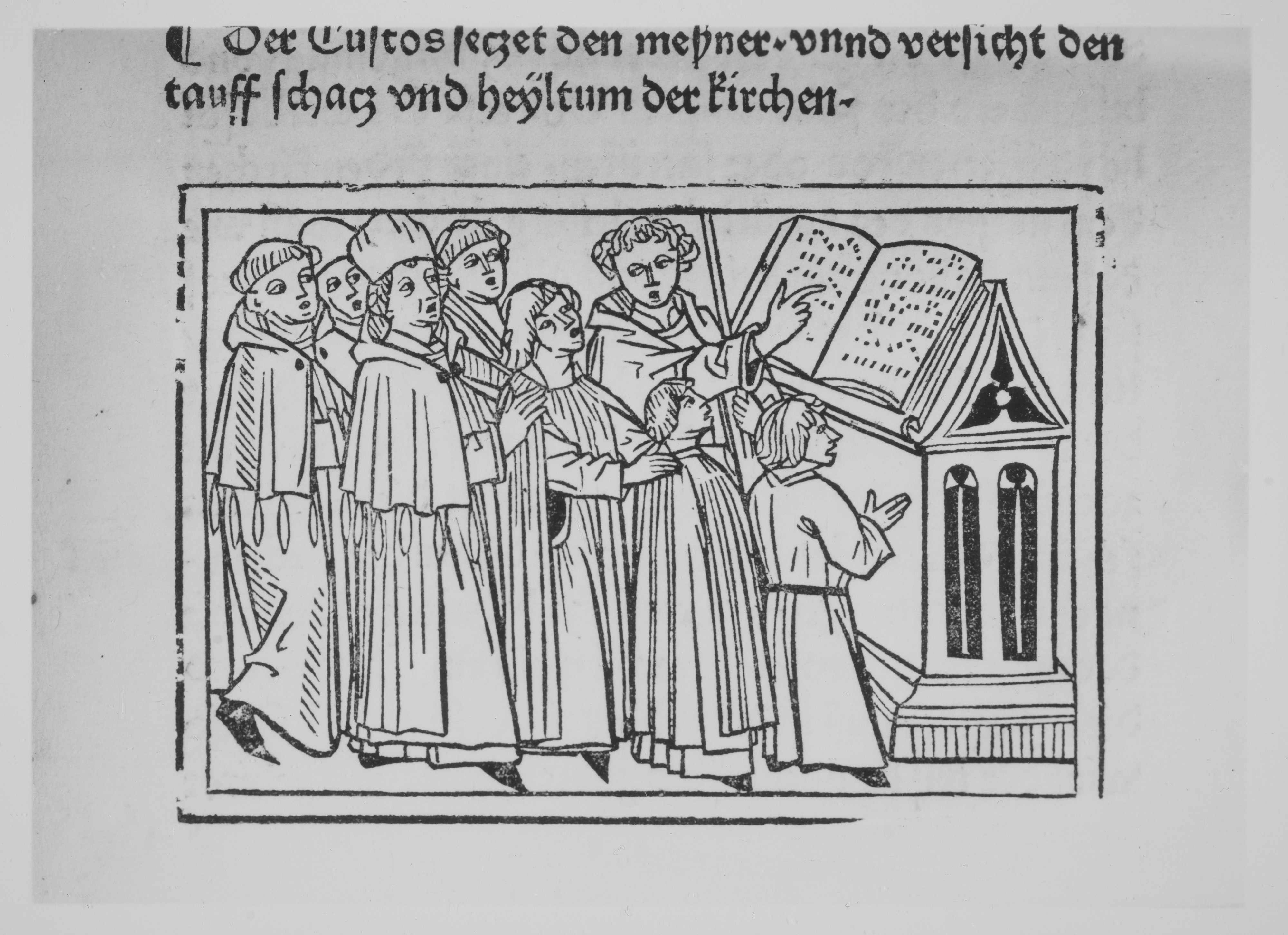
Kapela średniowieczna Rycina z Der Spiegel des Menschlichen lebens (1479), Heinrich Steinhöwel(inne języki)
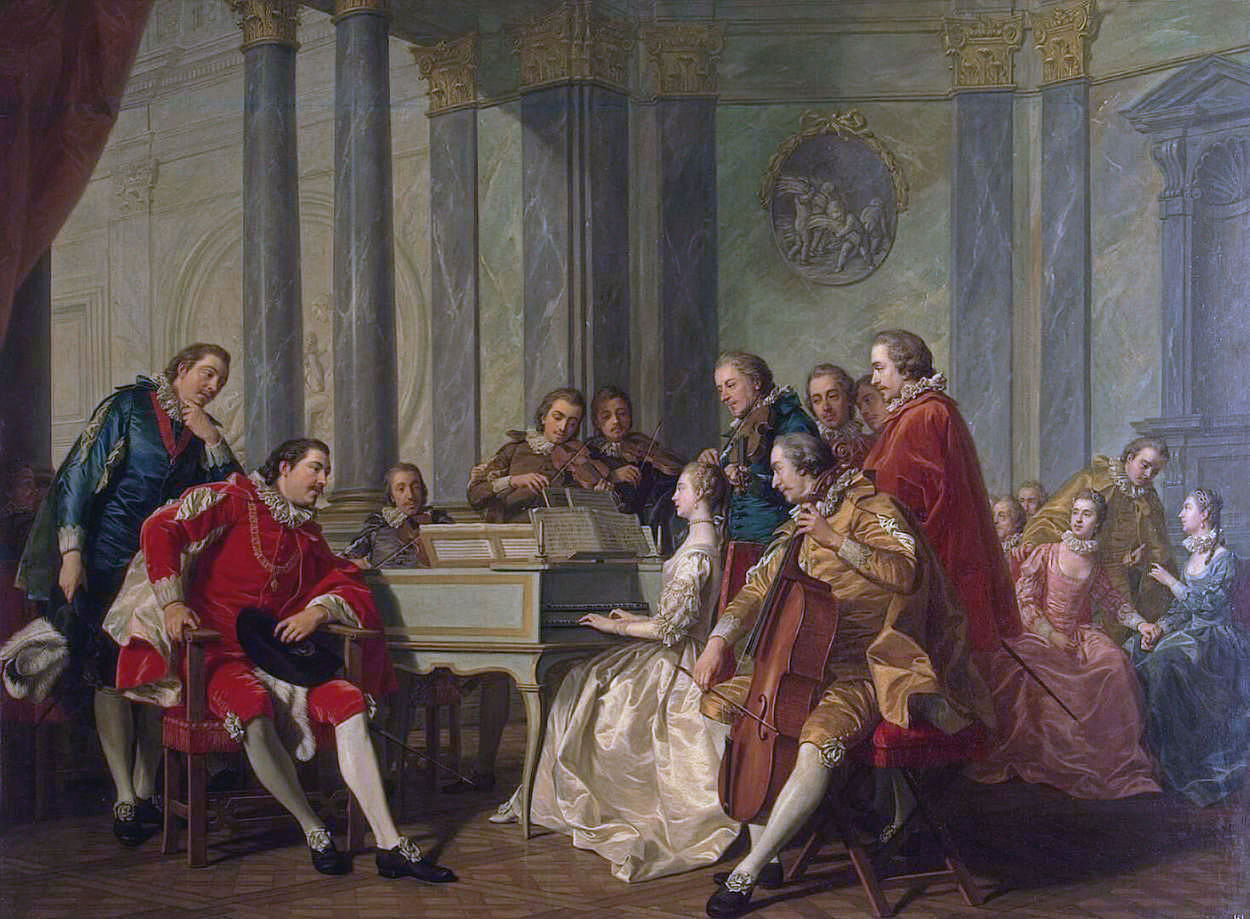
Kapela dworska „Sekstet” (1768), Louis-Michel van Loo
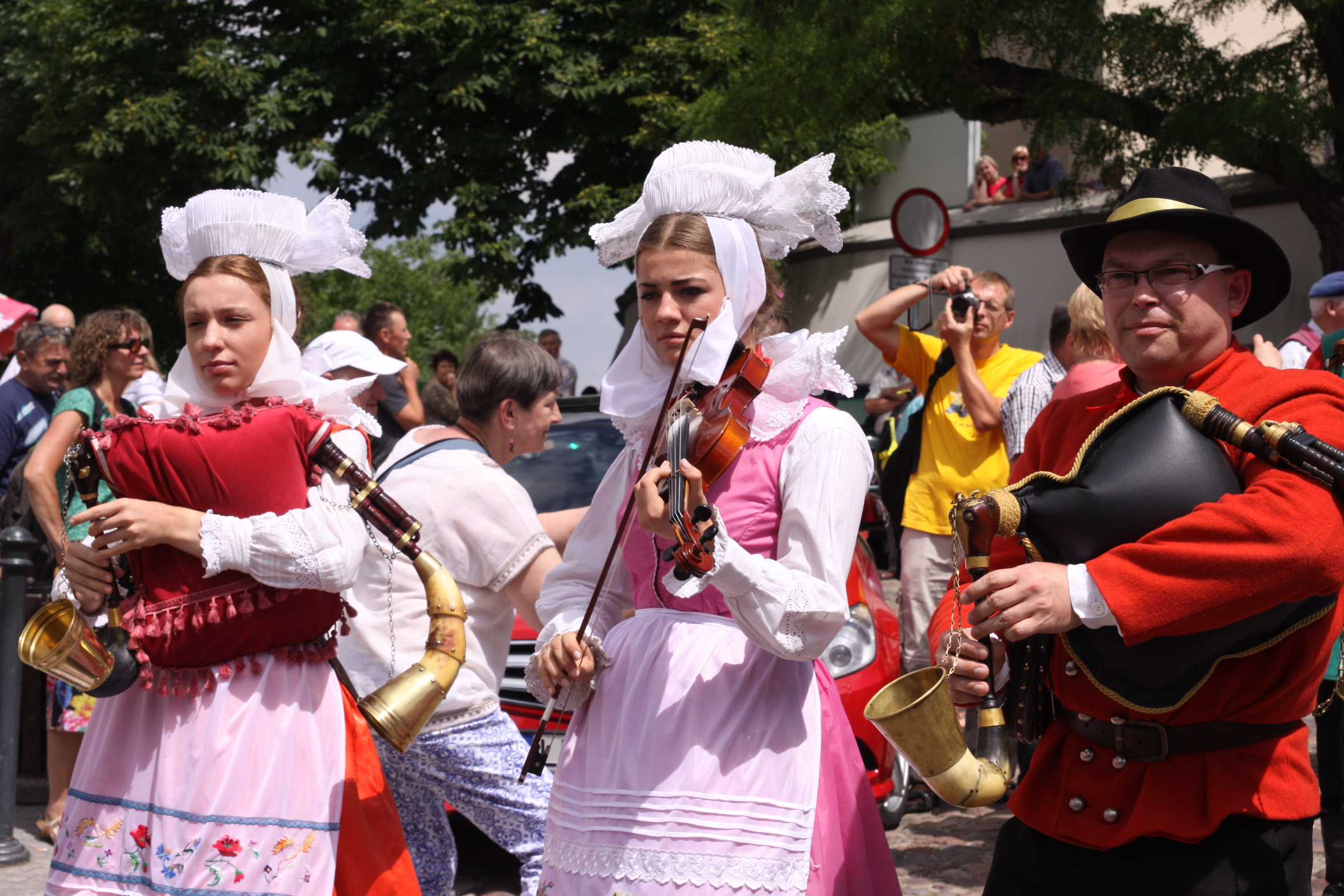
Kapela ludowa w korowodzie na Festiwalu Kapel i Śpiewaków Ludowych w Kazimierzu Dolnym (2015)
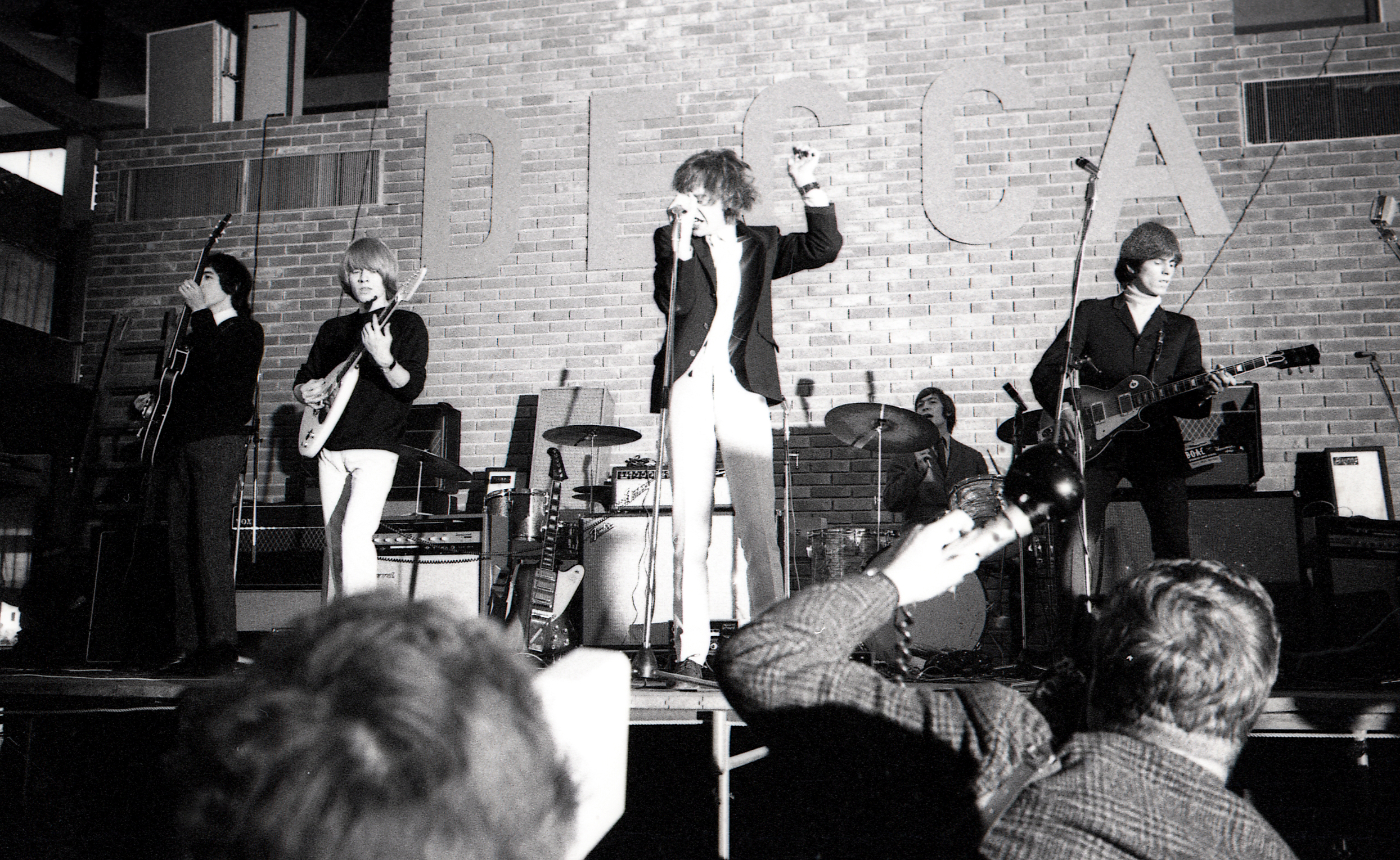
Kapela rockowa The Rolling Stones podczas koncertu w Oslo (1965)

## Historia
Do 1309 kapela papieska nosiła nazwę Schola Cantorum. W XIV wieku kapele mieli Karol V Mądry, Filip II Śmiały oraz Piotr IV Aragoński.
Kapela w Polsce istniała na dworze królewskim od czasów Władysława II Jagiełły. Jej prepozytem w latach 1411–1420 był Janusz z Lubienia . Najbujniej rozwijała się w XVI i XVII wieku do czasu wojen szwedzkich. Pierwszym świeckim dyrygentem był Krzysztof Klabon, później Asprilio Pacelli i Giovanni Francesco Anerio. W latach świetności polskiej kapeli królewskiej działali w niej m.in. Wacław z Szamotuł, Mikołaj Gomółka, Luca Marenzio, Marco Scacchi, Bartłomiej Pękiel.
Od 1543 do rozbiorów działała także królewska kapela rorantystów; jej zadaniem było muzykowanie w Kaplicy Zygmuntowskiej na Wawelu. W tym czasie powstały też kapele magnackie (Radziwiłłów, Górków, Kostków); później Mikołaja Wolskiego, Myszkowskich, Opalińskich i Jana Andrzeja Morsztyna.
W XVII wieku królewska kapela, pierwotnie religijna, stała się świeckim zespołem wokalno-instrumentalnym; zaczęła wykonywać również opery. Podobny repertuar miały funkcjonujące wówczas kapele magnackie (m.in. Lubomirskich, Potockich, Rzewuskich, Branickich). Zatrudniały muzyków włoskich, niemieckich, a od XVIII również czeskich. Kapele wokalno-instrumentalne działały wtedy w większości katedr i kolegiat oraz burs jezuickich i pijarskich.
W XVIII wieku rozpowszechniły się, początkowo w Polsce, później w całej Europie, kapele janczarskie, wzorowane na tureckiej orkiestrze wojskowej (piszczałki, oboje, perkusja).
Współcześnie działają w Polsce kapele przy zespołach folklorystycznych oraz kapele wiejskie grające muzykę improwizowaną ze słuchu. W zależności od regionu przyjmują różne składy instrumentalne, zazwyczaj z wykorzystaniem właściwego danemu regionowi instrumentu ludowego, np. basów, dud, diabelskich skrzypiec lub burczybasu.
Do lat 70. XX wieku istniała Polska Kapela Ludowa Feliksa Dzierżanowskiego, będąca orkiestrą grającą muzykę stylizowaną na ludową.
Niektóre orkiestry i chóry wykonujące muzykę dawną przyjmują nazwy zawierające słowo pochodzące od włoskiego terminu a cappella, który w formie kapela zakorzenił się w języku polskim jako określenie zespołu muzyków, np. Capella Bydgostiensis, Cappella Musicae Antiquae Orientalis, Capella Cracoviensis.